# Marei
Marei ist ein weiblicher Vorname.

## Herkunft und Bedeutung
Marei ist eine oberdeutsche Abwandlung von Maria.

## Namensträgerinnen
- Marei Obladen (1941–2020), deutsche Hörspielautorin und Rezensentin
- Lisa Marei Schmidt (* 1978), deutsche Kunsthistorikerin, Kuratorin und Museumsdirektorin